# Kempston Micro Electronics

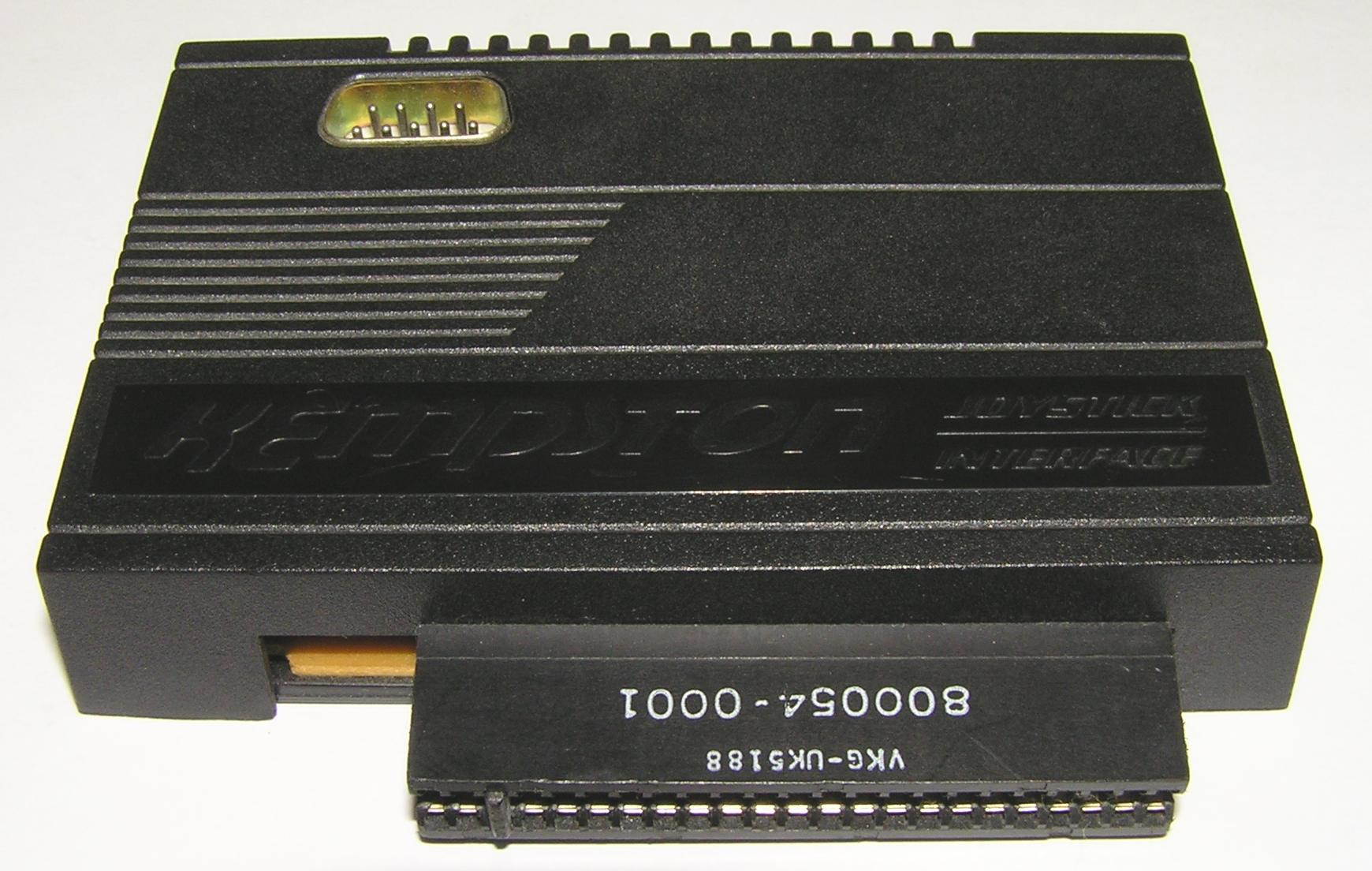
Kempston Joystick Interface

Kempston Micro Electronics war ein britisches Elektronikunternehmen, das sich in den 1980er Jahren auf den Vertrieb von Joysticks und Peripheriegeräte für Heimcomputer spezialisiert hatte; einige Geräte stellte die Firma auch selbst her. Das Unternehmen hatte seinen Hauptsitz in Kempston, Bedfordshire, England.

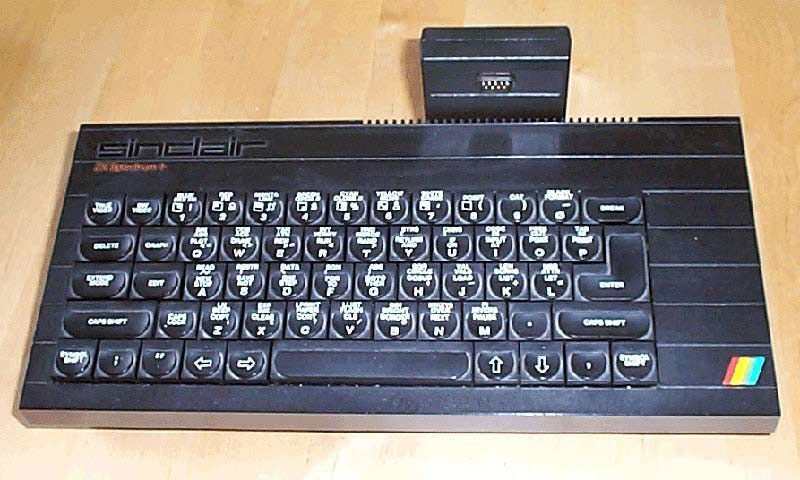
Kempston Joystick Interface in einem ZX Spectrum+

Um einen Markt für die von der Firma angebotenen Joysticks zu erschließen, produzierte Kempston verschiedene Joystick-Interfaces für den in Großbritannien meistverbreiteten Heimcomputer, den Sinclair ZX Spectrum, der anders als viele andere Heimcomputer ab Werk keine Buchsen für den Anschluss von Joysticks mitbrachte. Mit den Kempston-Interfaces, die in den universalen Erweiterungsport auf der Rückseite des Spectrum eingesteckt wurden, wurde es möglich, die damals als De-facto-Standard anzusehenden Atari-2600-kompatiblen Joysticks mit DE-9-Stecker an diesem Rechner zu verwenden. Mit dem Verkauf von diesen Joystick-Interfaces etablierte Kempston auch einen Standard für das Auslesen der Joystick-Position durch Spectrum-Software; ein Bitmuster der derzeit geschlossenen Kontakte erscheint aus Sicht des Z80-Prozessors auf dem E/A-Port 31 und kann daher z. B. mit dem BASIC-Befehl "LET j=IN 31" gelesen werden. Diese Ansteuerlogik wurde später auch von anderen Unternehmen übernommen. Sinclair selbst übernahm sie jedoch nicht, als die Firma schließlich mit dem "ZX Interface 2" ein eigenes Joystick-Interface für den ZX Spectrum anbot. Viele spätere Spectrum-Spiele erlauben dem Benutzer daher die Auswahl zwischen mehreren verschiedenen Joystick-Interfaces oder auch der Verwendung der Tastatur als Ersatz, wenn gar kein Interface vorhanden ist.
Joysticks, die von Kempston vertrieben wurden und mit dem Interface funktionierten, waren u. a. Competition Pro, Competition Pro Plus, Score Board und Formula 1 und 2.